# Renan dos Santos
Renan dos Santos (Río de Janeiro, 18 de mayo de 1989) es un futbolista brasileño. Juega de portero y su equipo es el Amazonas F. C. del Campeonato Brasileño de Serie B.

## Trayectoria
Renan se formó en las categorías inferiores del CFZ de Río hasta que en juveniles fue traspasado al Botafogo, equipo con el que disputó, en 2007, la Copa Sao Paulo Júnior y el campeonato brasileño de fútbol sub-20. Sus excelentes actuaciones hicieron que fuese llamado a formar parte del primer equipo en 2008. Aunque en principio sus posibilidades de jugar eran escasas y todo hacía pensar que sería el tercer portero del equipo, la lesión del segundo portero lo llevó a debutar el 12 de enero de 2008 ante el Stabaek noruego, en la Copa Peregrino.
Renan era una de las grandes esperanzas en la portería tanto del Botafogo como de la selección brasileña para los siguientes años.

## Selección nacional
Hasta el momento tan solo ha jugado con la selección sub-19.

## Clubes
| Club                     | País     | Año       |
| ------------------------ | -------- | --------- |
| Botafogo                 | Brasil   | 2008-2015 |
| Avaí F. C.               | Brasil   | 2016      |
| PFC Ludogorets Razgrad   | Bulgaria | 2017-2021 |
| Atlético Goianiense      | Brasil   | 2022      |
| Sport Recife             | Brasil   | 2023-2024 |
| E. C. Juventude (cedido) | Brasil   | 2024      |
| Santos F. C.             | Brasil   | 2024      |
| Amazonas F. C.           | Brasil   | 2025-     |

## Palmarés

### Títulos regionales
| Título                  | Club                | Estado         | Año  |
| ----------------------- | ------------------- | -------------- | ---- |
| Taça Río                | Botafogo            | Río de Janeiro | 2008 |
| Taça Guanabara          | Botafogo            | Río de Janeiro | 2009 |
| Taça Guanabara          | Botafogo            | Río de Janeiro | 2010 |
| Taça Río                | Botafogo            | Río de Janeiro | 2010 |
| Campeonato Carioca      | Botafogo            | Río de Janeiro | 2010 |
| Taça Guanabara          | Botafogo            | Río de Janeiro | 2013 |
| Taça Río                | Botafogo            | Río de Janeiro | 2013 |
| Campeonato Carioca      | Botafogo            | Río de Janeiro | 2013 |
| Taça Guanabara          | Botafogo            | Río de Janeiro | 2015 |
| Campeonato Goiano       | Atlético Goianiense | Goiás          | 2022 |
| Campeonato Pernambucano | Sport Recife        | Pernambuco     | 2023 |

### Títulos nacionales
| Título                   | Club                   | País     | Año  |
| ------------------------ | ---------------------- | -------- | ---- |
| Brasileirão Serie B      | Botafogo               | Brasil   | 2015 |
| Primera Liga de Bulgaria | PFC Ludogorets Razgrad | Bulgaria | 2017 |
| Primera Liga de Bulgaria | PFC Ludogorets Razgrad | Bulgaria | 2018 |
| Supercopa de Bulgaria    | PFC Ludogorets Razgrad | Bulgaria | 2018 |
| Primera Liga de Bulgaria | PFC Ludogorets Razgrad | Bulgaria | 2019 |
| Supercopa de Bulgaria    | PFC Ludogorets Razgrad | Bulgaria | 2019 |
| Primera Liga de Bulgaria | PFC Ludogorets Razgrad | Bulgaria | 2020 |
| Primera Liga de Bulgaria | PFC Ludogorets Razgrad | Bulgaria | 2021 |